# Hemiandrus lanceolatus
Hemiandrus lanceolatus är en insektsart som först beskrevs av Walker, F. 1869.  Hemiandrus lanceolatus ingår i släktet Hemiandrus och familjen Anostostomatidae. Inga underarter finns listade i Catalogue of Life.